# Yasushi Endo
Yasushi Endo (遠藤 康 Endo Yasushi?), född 7 april 1988 i Miyagi prefektur, är en japansk fotbollsspelare.
Endo började sin karriär 2007 i Kashima Antlers. Med Kashima Antlers vann han AFC Champions League 2018, japanska ligan 2007, 2008, 2009, 2016, japanska ligacupen 2011, 2012, 2015 och japanska cupen 2007, 2010, 2016.